# André Piters
André Piters (Herve, 18 de enero de 1931 - ibídem, 23 de octubre de 2014) fue un futbolista belga que jugaba en la demarcación de delantero.

## Biografía
Debutó como futbolista en 1951 con el Standard Lieja tras formarse en el Herve FC. Tres temporadas después de su debut, ganó la Copa de Bélgica, aunque no jugase la final. También se hizo con la Primera División de Bélgica en la temporada 1957/1958 y 1960/1961. Tras jugar 193 partidos y haber marcado 54 goles, se fue traspasado al Olympic Charleroi por dos temporadas. En 1963 fichó por el Fortuna Sittard neerlandés. Ganó la Copa de los Países Bajos en 1964, mismo año que se hizo con la Eerste Divisie, y título que ganó de nuevo dos temporadas más tarde. Finalmente, en 1966 se retiró.
Falleció el 23 de octubre de 2014 a los 83 años de edad.

## Selección nacional
Debutó con la selección de fútbol de Bélgica en un partido amistoso el 3 de abril de 1955 contra los Países Bajos. Llegó a jugar en la clasificación para la Copa Mundial de Fútbol de 1958 y en la clasificación para la Copa Mundial de Fútbol de 1962, donde jugó su último encuentros, tras 23 partidos y siete goles, contra Suecia.

## Clubes
| Club              | País         | Año       | Partidos | Goles |
| ----------------- | ------------ | --------- | -------- | ----- |
| Standard Lieja    | Bélgica      | 1951-1961 | 193      | 54    |
| Olympic Charleroi | Bélgica      | 1961-1963 | 44       | 12    |
| Fortuna Sittard   | Países Bajos | 1963-1966 | 68       | 10    |

## Palmarés

### Campeonatos nacionales
| Título                      | Club            | País         | Año  |
| --------------------------- | --------------- | ------------ | ---- |
| Primera División de Bélgica | Standard Lieja  | Bélgica      | 1958 |
| Primera División de Bélgica | Standard Lieja  | Bélgica      | 1961 |
| Copa de Bélgica             | Standard Lieja  | Bélgica      | 1954 |
| Eerste Divisie              | Fortuna Sittard | Países Bajos | 1964 |
| Eerste Divisie              | Fortuna Sittard | Países Bajos | 1966 |
| Copa de los Países Bajos    | Fortuna Sittard | Países Bajos | 1964 |